# 東京自治会館
東京自治会館（とうきょうじちかいかん）とは、東京都の全市町村（多摩地域および東京都島嶼部）の住民の福祉を増進するために必要な連絡、調整、相互協力および共同処理する事務事業の用に供するために設置された施設。本館（地下1階、地上4階）と別館（地下1階、地上3階）からなり、本館と別館は3階部分の通路で連絡している。
管理運営は、地方自治法上の特別地方公共団体である東京市町村総合事務組合が行っている。

## 交通アクセス
- 所在地：東京都府中市新町2-77-1
  - 府中市と小金井市の境目に立地しており、本館部分は小金井側にせり出しており飛地となっている。
- アクセス：府中駅・武蔵小金井駅南口より京王バス（武71・武73系統）「東京自治会館」停留所前。

## 事務所を置く団体
本館1階
- 東京市町村総合事務組合
- 東京都市長会
- 東京都町村会
- 東京都市議会議長会（事務局は各市議会事務局の持ち回り）
- 東京都町村議会議長会
- 東京都市公平委員会
- 東京都市町村公平委員会
- 東京都市町村職員退職手当組合
- 東京都市町村議会議員公務災害補償等組合
- 東京都市町村林野振興対策協議会

本館4階
- 公益財団法人 東京市町村自治調査会
  - 多摩地域・東京都島嶼部の全市町村により設立された行政シンクタンク。

別館
- 東京都市町村職員研修所

- （東京たま広域資源循環組合：平成26年3月31日まで）座標: 北緯35度41分15秒 東経139度29分50秒 / 北緯35.687452度 東経139.497142度